# Resultados do Carnaval de Brasília em 2011
Resultados do Carnaval de Brasília em 2011.

## Grupo Especial
- 1- ARUC[2]
- 2- Águia Imperial de Ceilândia
- 3- Acadêmicos da Asa Norte
- 4- Mocidade do Gama
- 5- Bola Preta
- 6- Aruremas (rebaixada)

## Grupo I
- 1- Capela Imperial[3]
- 2- Candangos do Bandeirante
- 3- Unidos do Paranoá
- 4- Dragões de Samambaia
- 5- Acadêmicos de Santa Maria
- 6- Mocidade de Valparaíso (rebaixada)

## Grupo II
- 1- Vila Planalto - 198,5 pontos.
- 2- Unidos do Riacho Fundo - 197,
- 3- Império do Guará - 196,9
- 4- Projeto Colibri - 194,7
- 5- Unidos de Planaltina - 183,1.

## "Blocos de enredo" / Grupo III (LIESB)
- 1- Gigante da Colina
- 2- Gaviões da Fiel